# Sanicula graveolens
Sanicula graveolens es una especie herbácea perteneciente a la familia de las apiáceas.  Es nativa de Norteamérica occidental desde Columbia Británica a Montana y California y el sur de América del Sur, incluyendo el sur de Chile. Su hábitat incluye laderas de las montañas, los bosques y las tierras arboladas, sobre suelos de serpentina. 

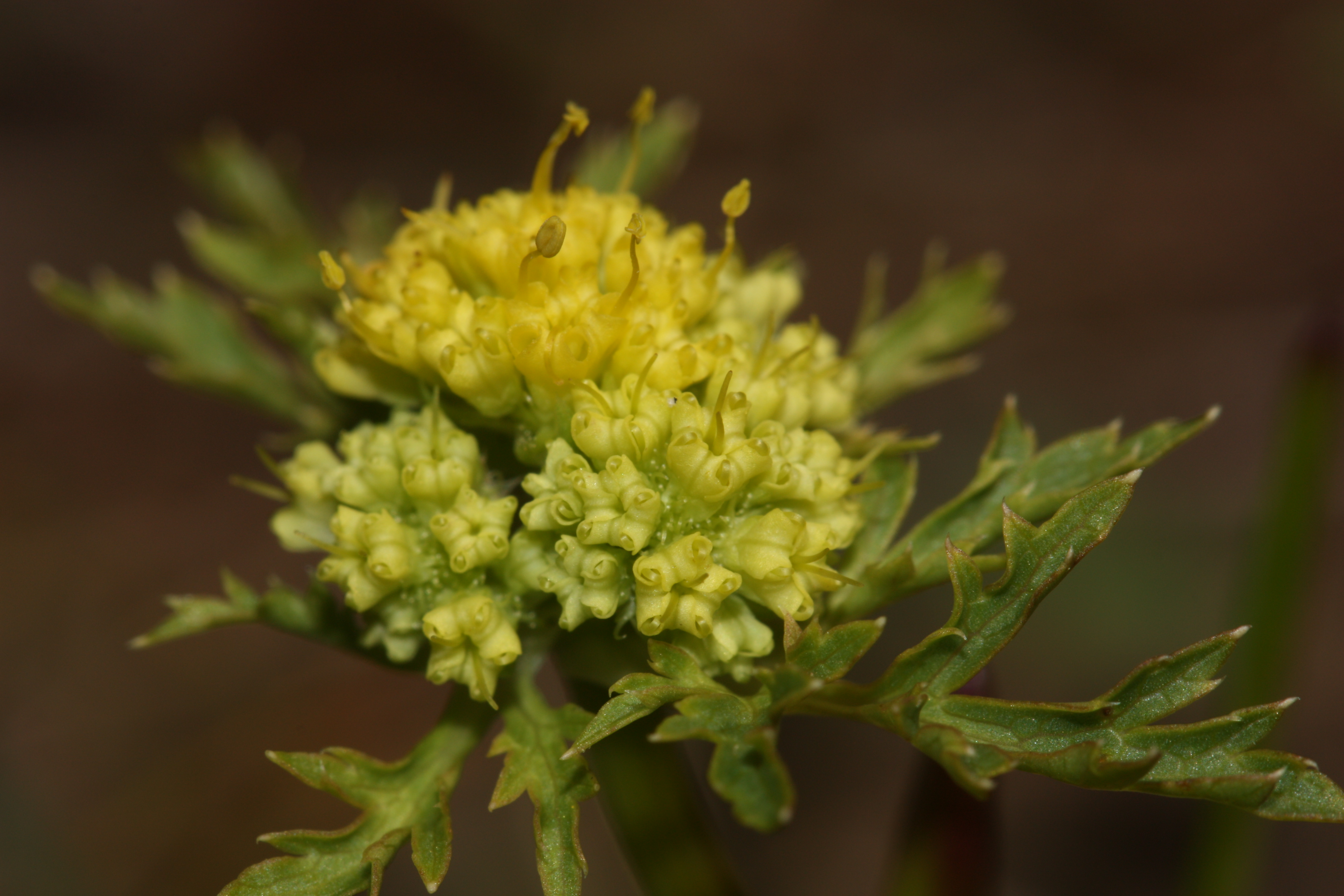
Detalle de la inflorescencia

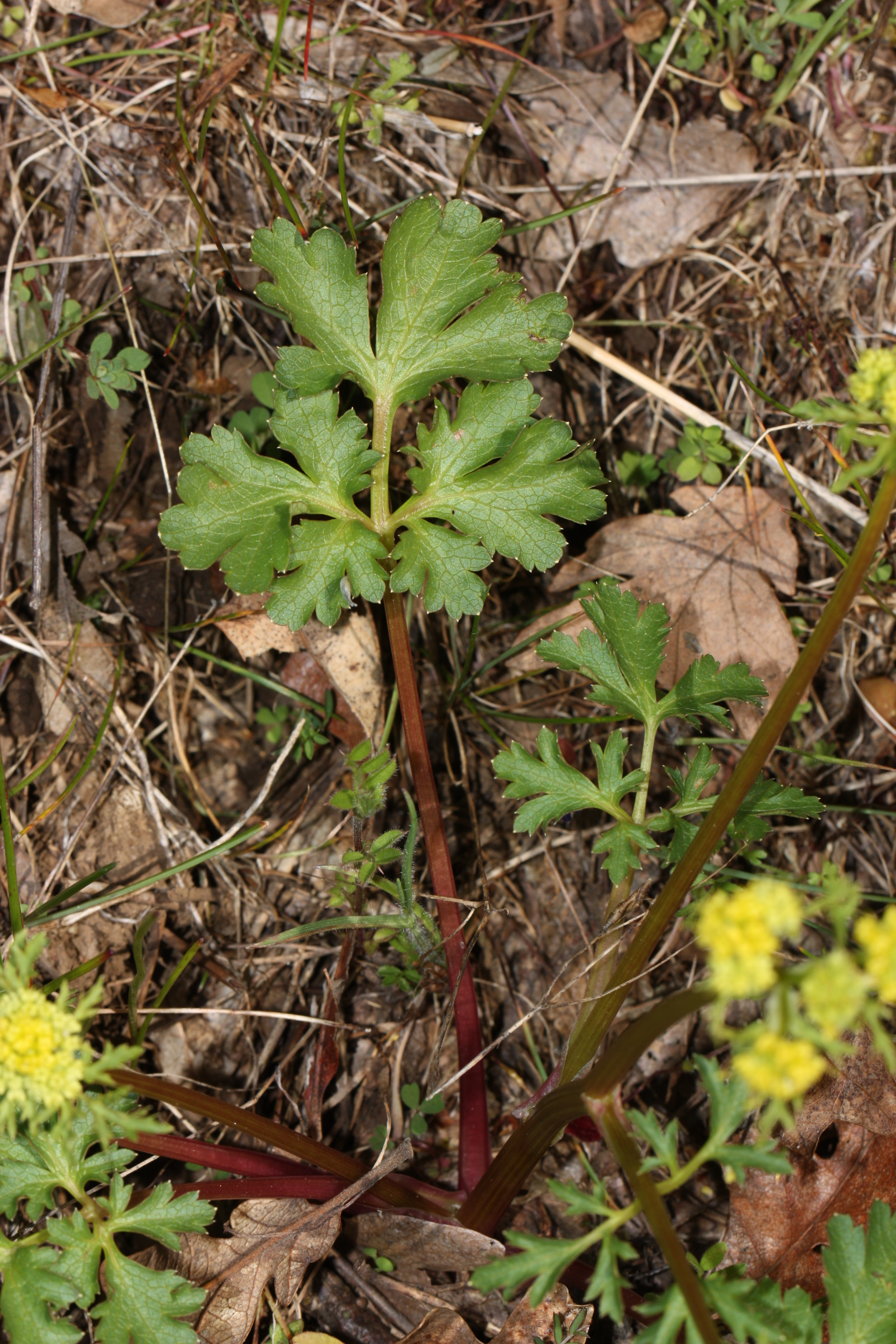
Vista de la planta

## Descripción
Es una planta perenne, herbácea que produce un delgado tallo ramificado  de hasta medio metro de altura a partir de una raíz principal. Las hojas son compuestas, las hojas cada una dividida en tres lóbulos, los foliolos profundamente dentados. La hierba es verde y púrpura con tintes de color púrpura. La inflorescencia está formada por una o más cabezas bisexuales y una única masculina con flores pequeñas, curvadas, con pétalos amarillos. Cada cabeza tiene una serie de estrechas y dentadas brácteas en su base. Los frutos son redondeados de unos pocos milímetros de largo, cubierto de espinas curvas, y en racimos pequeños.

## Taxonomía
Sanicula graveolens fue descrita por Poepp. ex DC. y publicado en Prodromus Systematis Naturalis Regni Vegetabilis 4: 85. 1830.
Etimología
Sanicula: nombre genérico que deriva del diminutivo de la palabra latína sanare que significa "curar".
graveolens: epíteto latíno que significa "con un fuerte olor".
Sinonimia
- Sanicula macrorhiza var. andina Meigen	[4]